# الظروف المركبة
من الظروف غير المتصرفة، الظروف المركبة نحو (صباحَ مساءَ)، و(ليلَ نهارَ)، و(يومَ يومَ)، و(حينَ حينَ)، نحو (هو يزورنا صباحَ مساءَ)، ومعنى (صباحَ مساءَ) أي (كل صباحٍ ومساءٍ)، وهي مبنية على فتح الجزأين، وجاء في (الهمع): «الحق بالممنوع التصرف في التزام النصب على الظرفية ما لم يضف مركب الأحيان، كفلان يزورنا صباح مساء، ويوم يوم أي كل صباح ومساء، وكل يوم».

## الأمثلة
1- قول الشاعر:
2- وقول الشاعر:
3- ورثاء أحمد شوقي لعمر المختار: